# Подводные лодки типа «Сан-О»
Подводные лодки типа «Сан-О» — серия малых дизель-электрических подводных лодок КНДР. Из-за высокой секретности, значительная часть доступной информации об этом типе основывается на данных разведки и предположениях. Строительство подводных лодок типа «Сан-О» началось в 1975 году, по состоянию на 2006 год, на вооружении состоят 70 подводных лодок этого типа. ВМС КНДР активно использует их для разведывательных операций в южнокорейских территориальных водах. 18 сентября 1996 года одна лодка этого типа села на мель у побережья Республики Корея и была захвачена южнокорейскими войсками.